# Лобіт
Лобіт (нід. Lobith) — село в нідерландській провінції Гелдерланд. Входить до муніципалітету Зевенар. Перша згадка про населений пункт датується 1222 роком.
До 1818 року мало статус окремого муніципалітету.

## Галерея

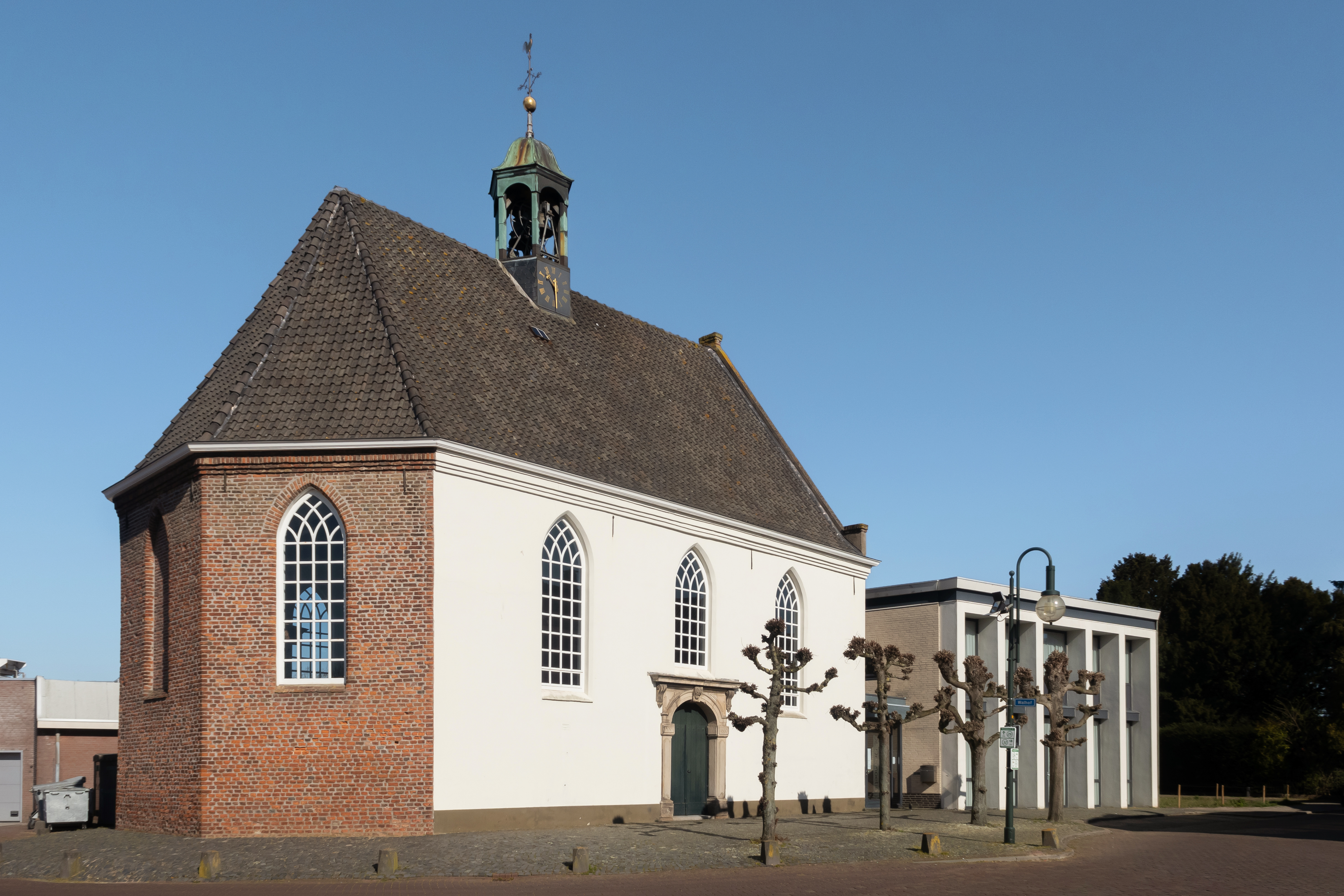
Реформістська церква
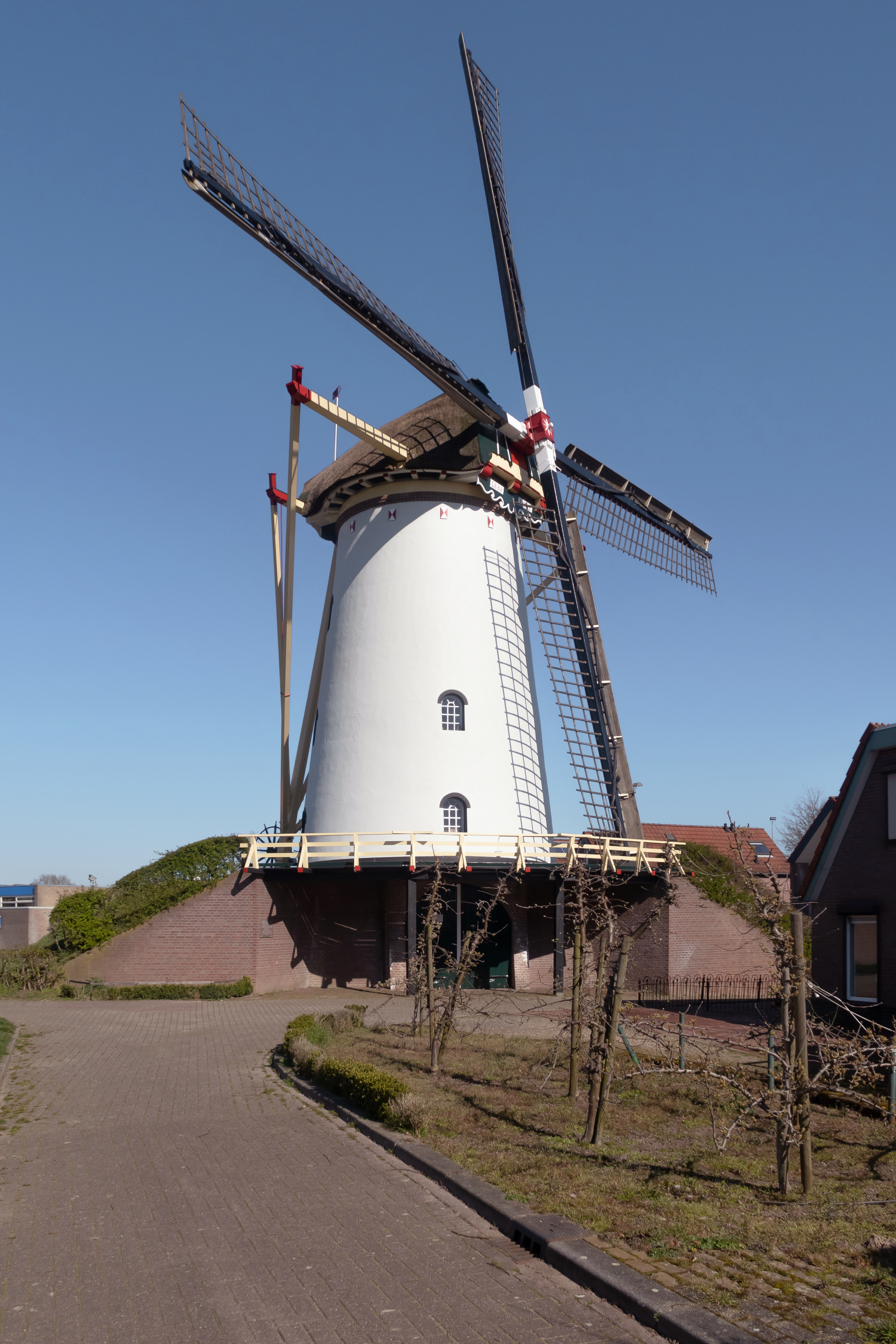
Вітряк
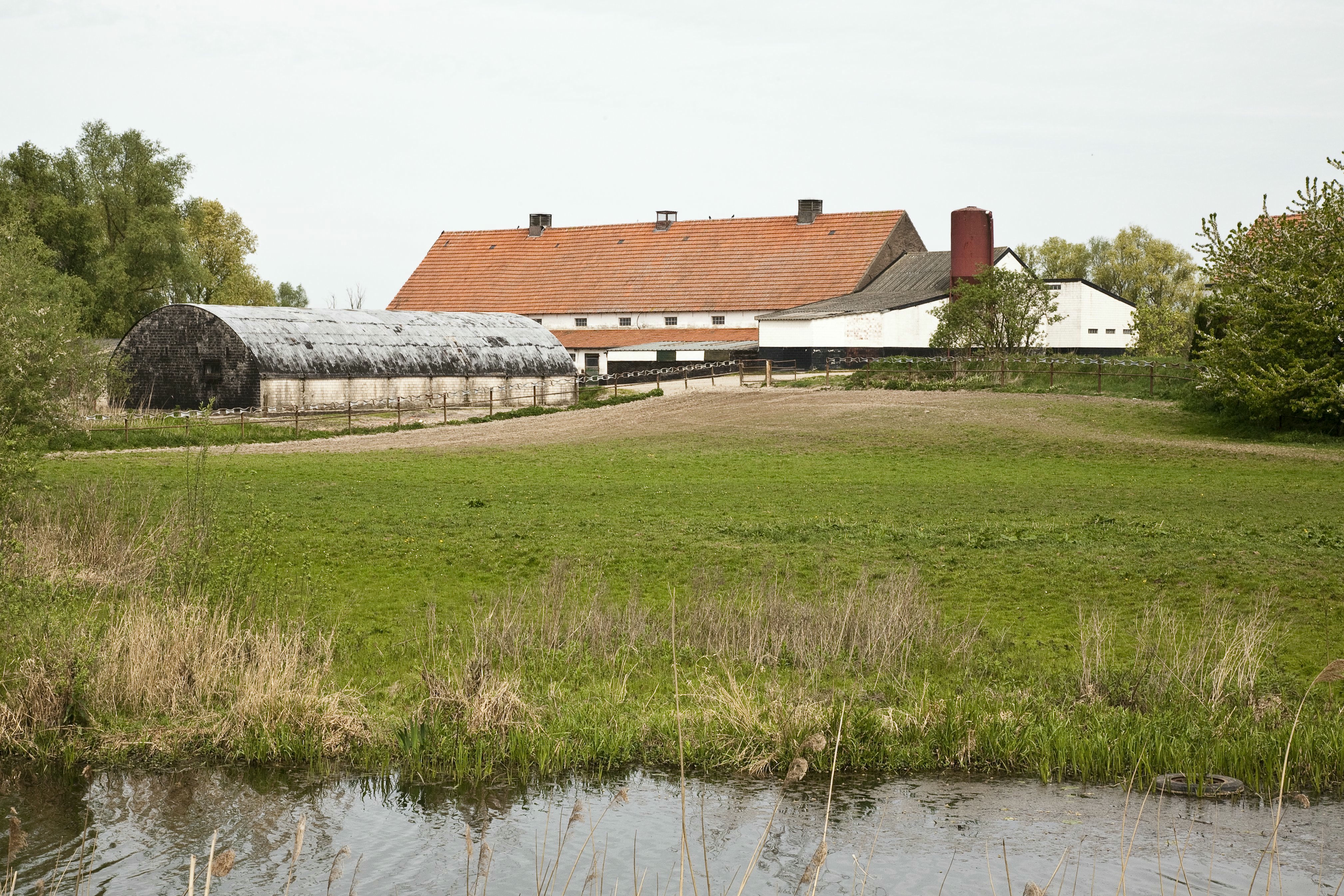
Ферма
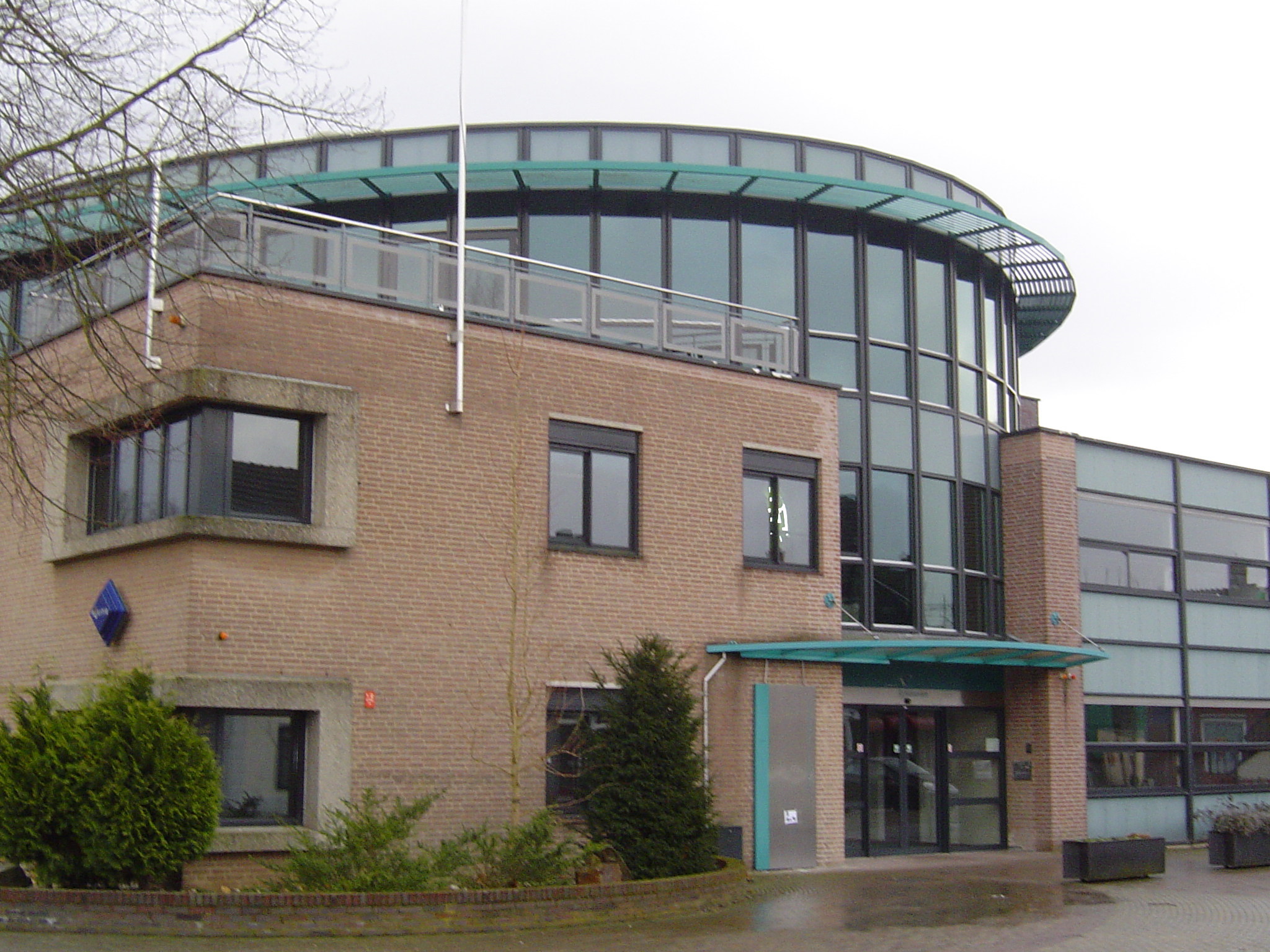
Приміщення колишньої мерії